# Abaarso
Abaarso is een dorp in het District Hargeisa, regio Woqooyi Galbeed, in de niet-erkende staat Somaliland (en dus formeel gesproken nog steeds gelegen in Somalië). Abaarso ligt 22 km ten noordwesten van Hargeisa aan de hoofdweg naar Gabiley.

## Klimaat

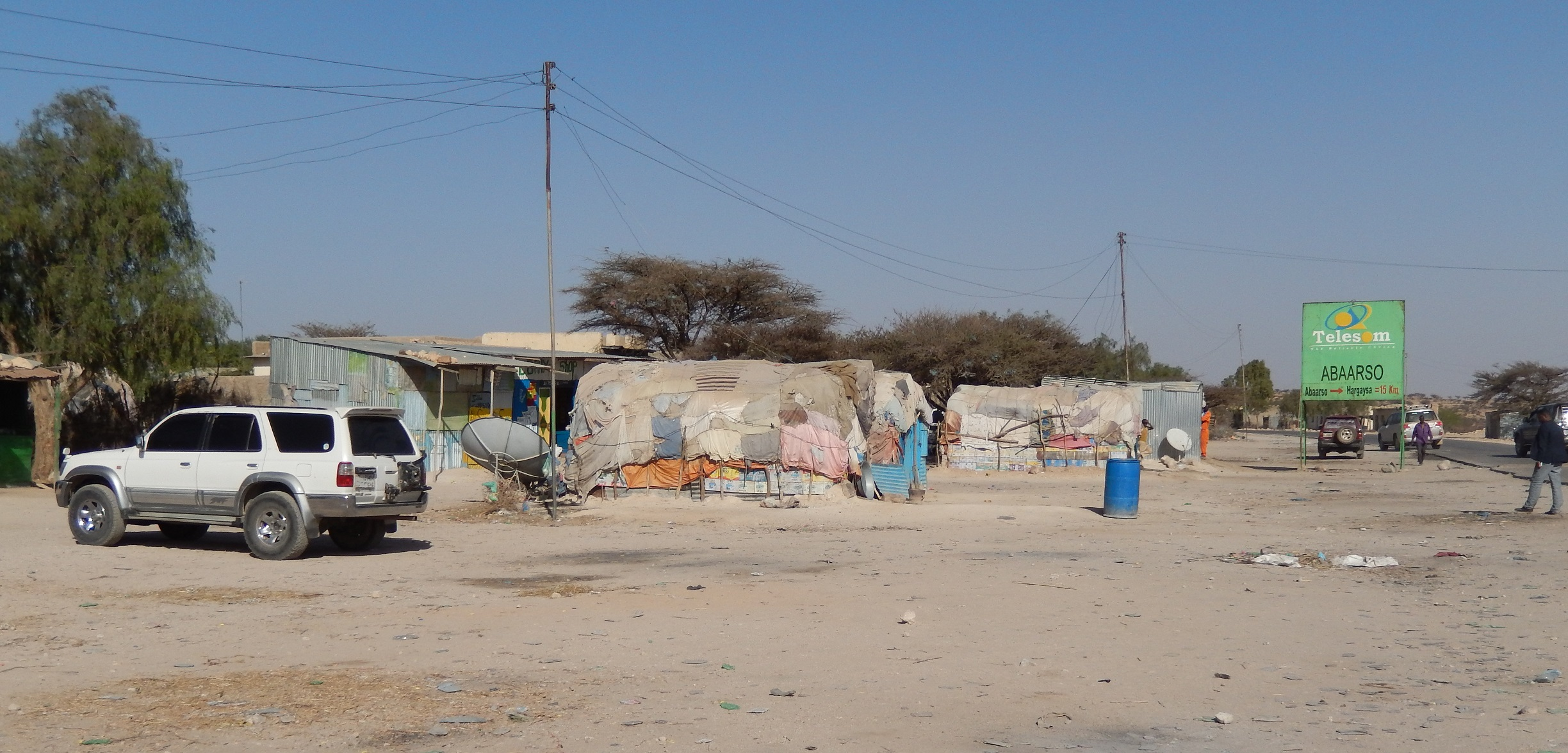
Abaarso

Het klimaat in Abaarso wordt sterk bepaald door de locatie in de bergen op meer dan 1400 m hoogte. De gemiddelde jaartemperatuur is 21 °C. Juni is de warmste maand, gemiddeld 23,7 °C; januari is het koelste, gemiddeld 17,3 °C. De jaarlijkse regenval bedraagt ca. 487 mm (ter vergelijking: in Nederland ca. 800 mm). Van november t/m februari valt er weinig regen, maar in de maanden maart t/m september valt er elke maand een redelijke hoeveelheid, van 34 mm in maart tot 85 mm in augustus.

## Abaarso School of Science and Technology
Abaarso beschikt, naast een gewone lagere school, over de lokaal gerenommeerde "Abaarso School of Science and Technology", waar vnl. wordt gewerkt met leraren uit Canada, de VS en Engeland. De school ligt ca. 1,5 km buiten het dorp. De school beschikt over een ommuurd terrein met wachttorens, een cafetaria, computerruimte, scheikundelaboratorium, een bibliotheek met 30.000 boeken, een schoolmoskee en een windturbine. Er zijn aparte slaapzalen voor meisjes en jongens maar ze volgen de lessen gezamenlijk en mogen alleen tijdens de les met elkaar spreken. De school werd gesticht in 2008 door een voormalige Wall Street-bankier die geïnteresseerd was in het verzorgen van onderwijs met topkwaliteit in Somaliland. De school is gericht op 'toekomstige leiders'; de toelatingseisen zijn zeer hoog, alleen de beste 1% wordt toegelaten. De school heeft verschillende donoren.